# Cantón de Sainte-Suzanne (Mayena)
El cantón de Sainte-Suzanne era una división administrativa francesa, que estaba situada en el departamento de Mayenne y la región de Países del Loira.

## Composición
El cantón estaba formado por nueve comunas:
- Blandouet
- Chammes
- Sainte-Suzanne
- Saint-Jean-sur-Erve
- Saint-Léger
- Saint-Pierre-sur-Erve
- Thorigné-en-Charnie
- Torcé-Viviers-en-Charnie
- Vaiges

## Supresión del cantón de Sainte-Suzanne
En aplicación del Decreto nº 2014-209 de 21 de febrero de 2014, el cantón de Sainte-Suzanne de Mayena fue suprimido el 22 de marzo de 2015 y sus 9 comunas pasaron a formar parte del nuevo cantón de Meslay-du-Maine.